# Le Chapeau de New York
Pour plus de détails, voir Fiche technique et Distribution.
Le Chapeau de New York (The New York Hat) est un court-métrage américain muet, réalisé par D. W. Griffith, sorti en 1912.

## Synopsis
Avant de mourir, Mme Goodhue remet au pasteur Bolton une somme d'argent, pour qu'il achète un chapeau destiné à sa fille Mollie, que son père avare et sévère lui refuse.
Mollie est ravie lorsque le pasteur se présente avec un chapeau à la dernière mode de New York ; mais les commères du village se méprennent sur ce geste, Mollie est rejetée par la communauté et son père, de rage, détruit le chapeau. Le père Bolton montre alors une lettre de la mère de Mollie qui dissipe le malentendu, et peu après, la jeune femme accepte la demande en mariage du pasteur.

## Fiche technique
- Titre : Le Chapeau de New York
- Titre original : The New York Hat
- Réalisation : D. W. Griffith
- Scénario : Anita Loos et Frances Marion
- Photographie : Billy Bitzer
- Société de production et de distribution : Biograph Company
- Pays d'origine : États-Unis
- Format : Noir et blanc - Film muet
- Genre : Comédie dramatique
- Durée : 16 minutes
- Date de sortie : 5 décembre 1912

## Distribution
- Mary Pickford : Mollie Goodhue

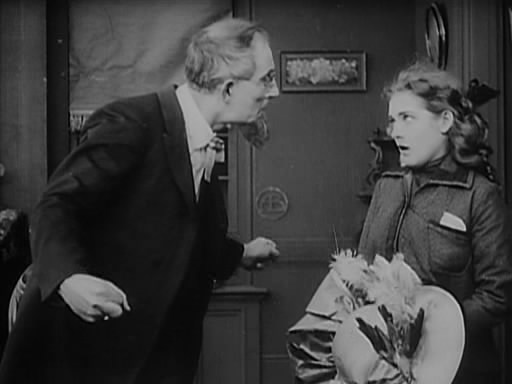
Charles Hill Mailes et Mary Pickford dans Le Chapeau de New-York.

- Lionel Barrymore : le pasteur Bolton
- Charles Hill Mailes : M. Goodhue
- Kate Bruce : Mme Goodhue
- Alfred Paget : le docteur
- Claire McDowell : première commère
- Mae Marsh : deuxième commère
- Clara T. Bracy : troisième commère
- Madge Kirby : vendeuse
- Lillian Gish
- Jack Pickford
- Robert Harron

parmi les acteurs non crédités :
- Dorothy Gish
- Mack Sennett

## Source
- (en) Cet article est partiellement ou en totalité issu de l’article de Wikipédia en anglais intitulé « The New York Hat » (voir la liste des auteurs).